# Bolívia himnusza
A Canción Patriótica (Bolivianos, el hado propicio) Bolívia nemzeti himnusza. A szöveget José Ignacio de Sanjinés (1786-1864) költő, jogász, a bolíviai függetlenségi nyilatkozat és az első bolíviai alkotmány egyik aláírója költötte. A dallamot az olasz Leopoldo Benedetto Vincenti (1815-1914) szerezte. A hivatalos spanyol szöveg mellett a himnusz rendelkezik az őslakos ajmara, kecsua és guaraní nyelvű változatokkal is.
A himnuszt első alkalommal 1845. november 18-án adták elő La Pazban, a Teatro Municipalban, az ingavi csata negyedik évfordulója alkalmával, és hivatalosan Manuel Isidoro Belzu tábornok kormánya nyilvánította nemzeti himnusszá 1851-ben. 